# Astomiopsis magilliana
Astomiopsis magilliana là một loài rêu trong họ Ditrichaceae. Loài này được Snider, K. L. Yip & J. R. Clark mô tả khoa học đầu tiên năm 1999.